# Poseidonemertes caribensis
Poseidonemertes caribensis är en djurart som tillhör fylumet slemmaskar, och som beskrevs av Kirsteuer 1974. Poseidonemertes caribensis ingår i släktet Poseidonemertes och familjen Amphiporidae. Inga underarter finns listade i Catalogue of Life.